# Городенка (Житомирская область)
Городенка (укр. Городенка) — село на Украине, находится в Коростышевском районе Житомирской области.
Население по переписи 2001 года составляет 51 человек. Почтовый индекс — 12524. Телефонный код — 4130. Занимает площадь 0,32 км².

## Адрес местного совета
12524, Житомирская область, Коростышевский район, село Студеница